# ولز لاك
ولز لاك (بالإنجليزية: Wells Lake)‏ هو سياسي أمريكي، ولد في 1773. انتخب عضو جمعية ولاية نيويورك وانتخب عضو مجلس ولاية نيويورك.